# Camptoprosopella vulgaris
Camptoprosopella vulgaris is een vliegensoort uit de familie van de Lauxaniidae. De wetenschappelijke naam van de soort is voor het eerst geldig gepubliceerd in 1856 door Fitch.